# Saint-Marcel (Italia)
Saint-Marcel (pron. fr. AFI: [sɛ̃ maʁsɛl] ; Sèn Marsì in dialetto valdostano, localmente 'èn-Mar'ë) è un comune italiano sparso di 1 304 abitanti della Valle d'Aosta centrale.

## Geografia fisica

### Territorio
L'abitato si trova nel fondovalle ma l'area comunale si sviluppa soprattutto sulla destra orografica della Dora Baltea,  all'envers, fino a coprire tutto il Vallone di Saint-Marcel.
Il monte più importante è il Mont Corquet (2527 m).
- Classificazione sismica: zona 4 (sismicità molto bassa)[5]

### Clima
Il clima è quello tipico dei comuni situati all'Envers. Gli inverni, a causa dell'assenza quasi totale dei raggi del sole, sono assai rigidi e nevosi. Le estati non sono eccessivamente calde e caratterizzate da precipitazioni temporalesche. Il clima si irrigidisce salendo di quota, fino a diventare tipicamente alpino oltre i 1200 metri.

## Storia
La zona di Saint-Marcel era abitata fin nella preistoria: nelle località di Seissogne e di Réan sono state trovate numerose incisioni rupestri, come coppelle e disegni antropomorfi. In località Tsampic è stato rinvenuto nel 1990 un castelliere dell'età del bronzo o del ferro.
Fin dall'epoca romana vennero sfruttati i giacimenti minerari della zona, dando vita alle miniere di Saint-Marcel, in uso per secoli.
Uno scavo archeologico dell'insediamento romano di Eteley, rinvenuto nel 2012 a sud delle miniere di rame di Servette, è in corso nel 2019.
In epoca fascista, il comune fu accorpato a quello di Quarto Pretoria.

### Simboli
Lo stemma e il gonfalone sono stati concessi con decreto del presidente della Repubblica del 9 maggio 1985.
Lo stemma comunale riprende il blasone dei conti Bianco di San Secondo a cui fu affidato il feudo nel 1665.
Il gonfalone è un drappo troncato di giallo e di azzurro.

## Monumenti e luoghi d'interesse

### Architetture militari
In località Surpian si trova il Castello di Saint-Marcel, ben conservato e in fase di restauro.
In località Prarayer si scorgono le finestre crociate dei resti di una casaforte quattrocentesca, trasformata in abitazione rurale.

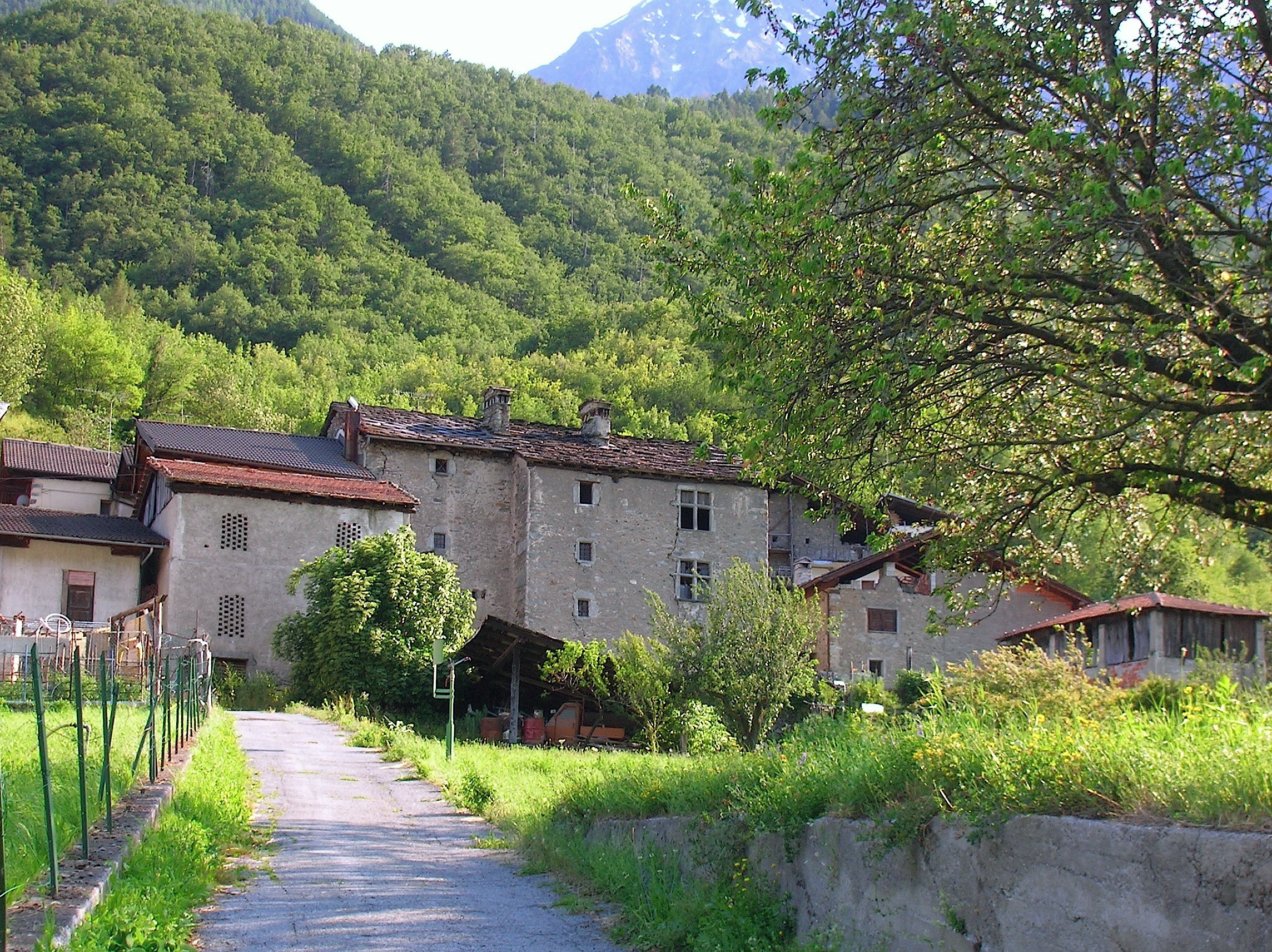
Casaforte a Prarayer
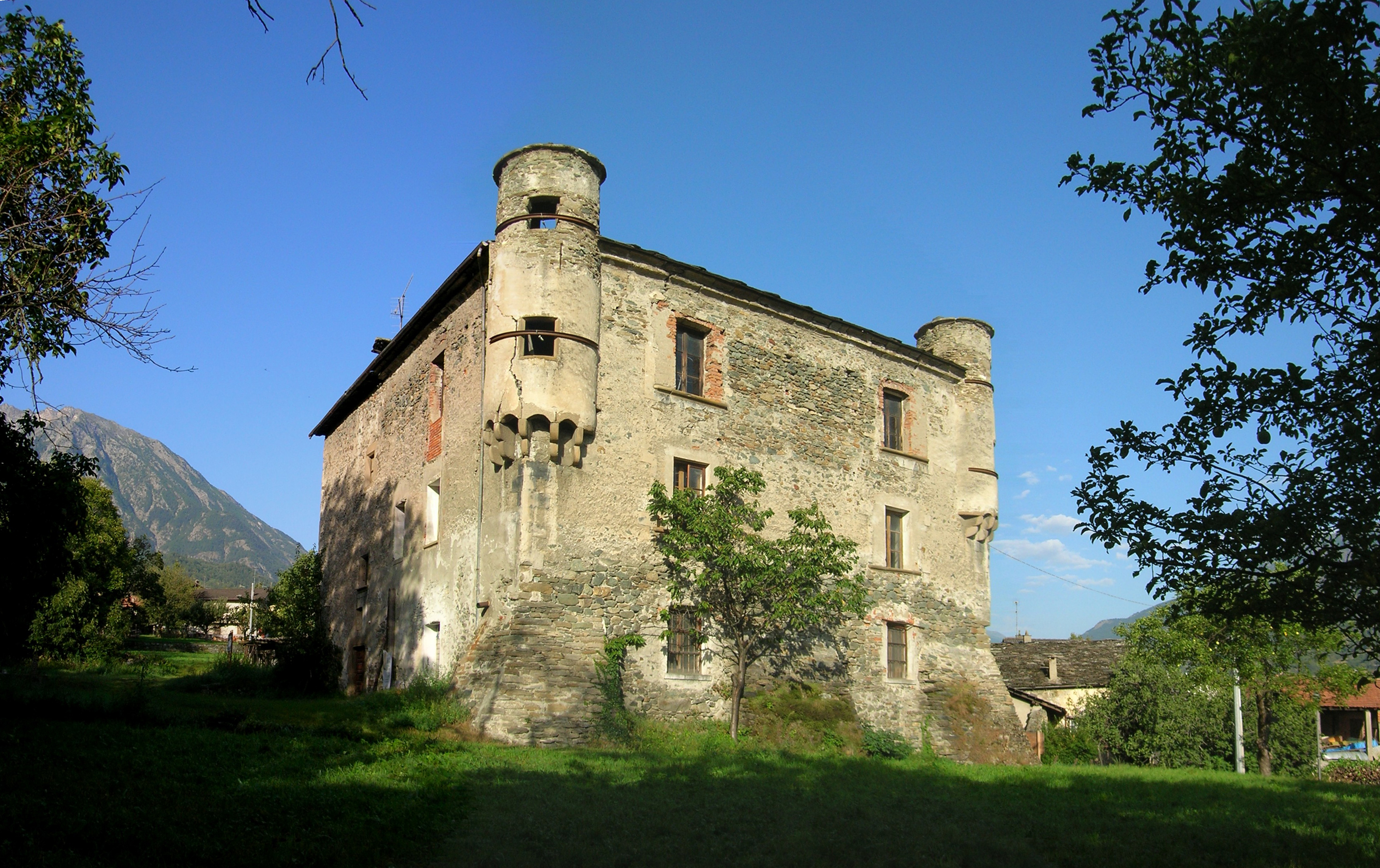
Il Castello di Saint-Marcel

Come ricorda André Zanotto, nel 1277 il campanile di Saint-Marcel era fortificato.

### Architetture religiose
Nel 1630 circa venne invece costruita la Cappella di San Rocco, in località Crétaz, quando in Valle d'Aosta imperversava la peste. L'attuale chiesa parrocchiale sita su un piccolo promontorio conserva un altare maggiore settecentesco di pregio, e venne ricostruita più volte a seguito delle esondazioni della Dora Baltea che ne causarono la distruzione.
In località Plout sorge il santuario Notre-Dame de Plout dedicato a Notre-Dame de Tout-Pouvoir.
In località Grand-Seissogne, la cappella dedicata a San Fabiano e a San Sebastiano.
In località Prarayer, la cappella dedicata alla Madonna della Neve.

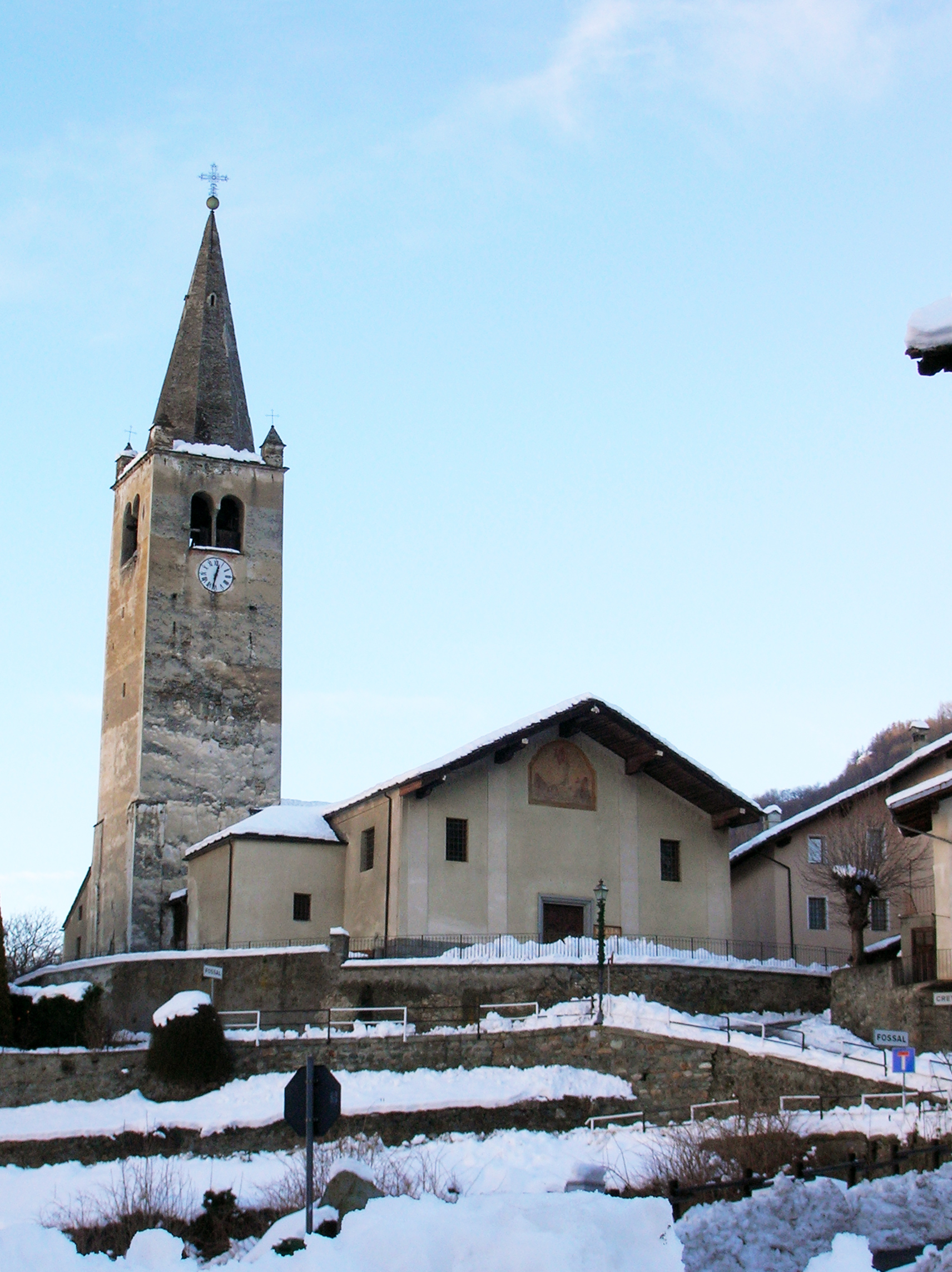
La chiesa parrocchiale in inverno.
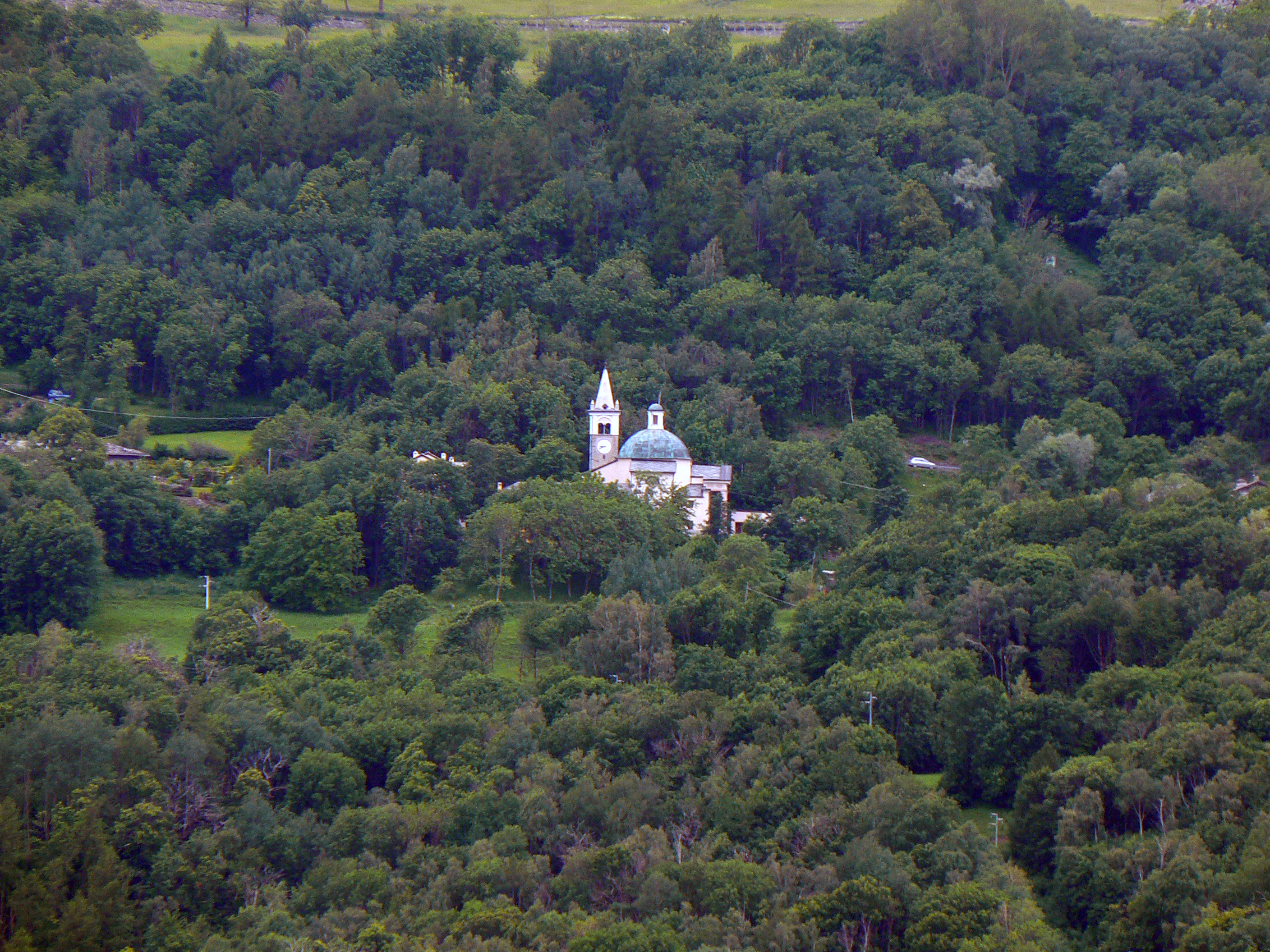
Il Santuario di Plout

### Architetture civili
Nel vallone di Saint-Marcel restano le tracce delle Miniere di Saint-Marcel e di varie strutture ancillari di archeologia industriale.

### Aree naturali
La Riserva naturale Les Îles è una zona umida vicino alla Dora istituita nel 1995 sui territori comunali di Brissogne, Nus, Quart e Saint-Marcel.
Il vallone di Saint-Marcel ospita la caratteristica sorgente dell'Éve verta (in patois valdostano, Acqua verde), di colore turchese.

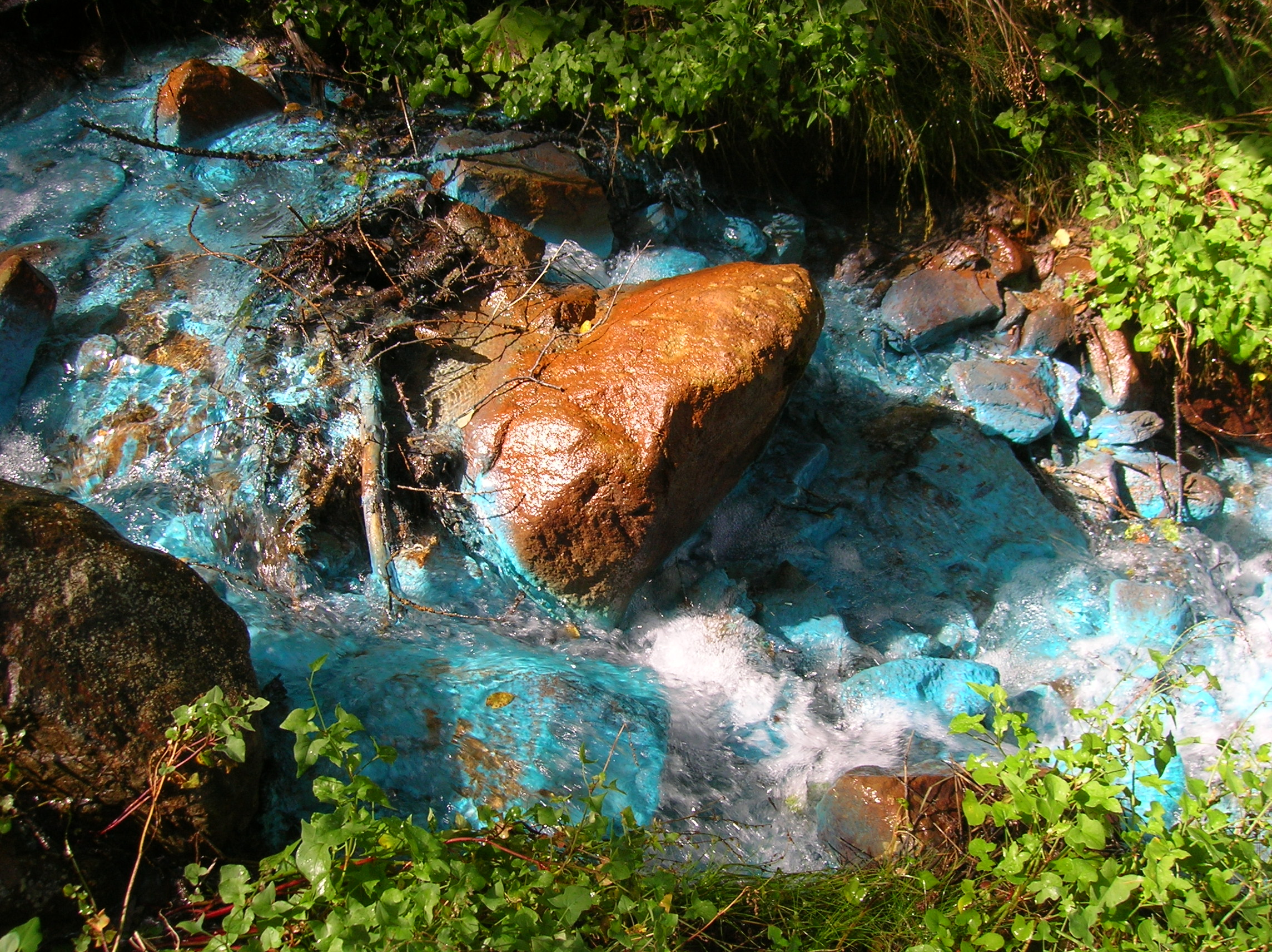
Éve-verda (in patois valdostano "Acqua verde"), sorgente di acqua turchese nel vallone di Saint-Marcel
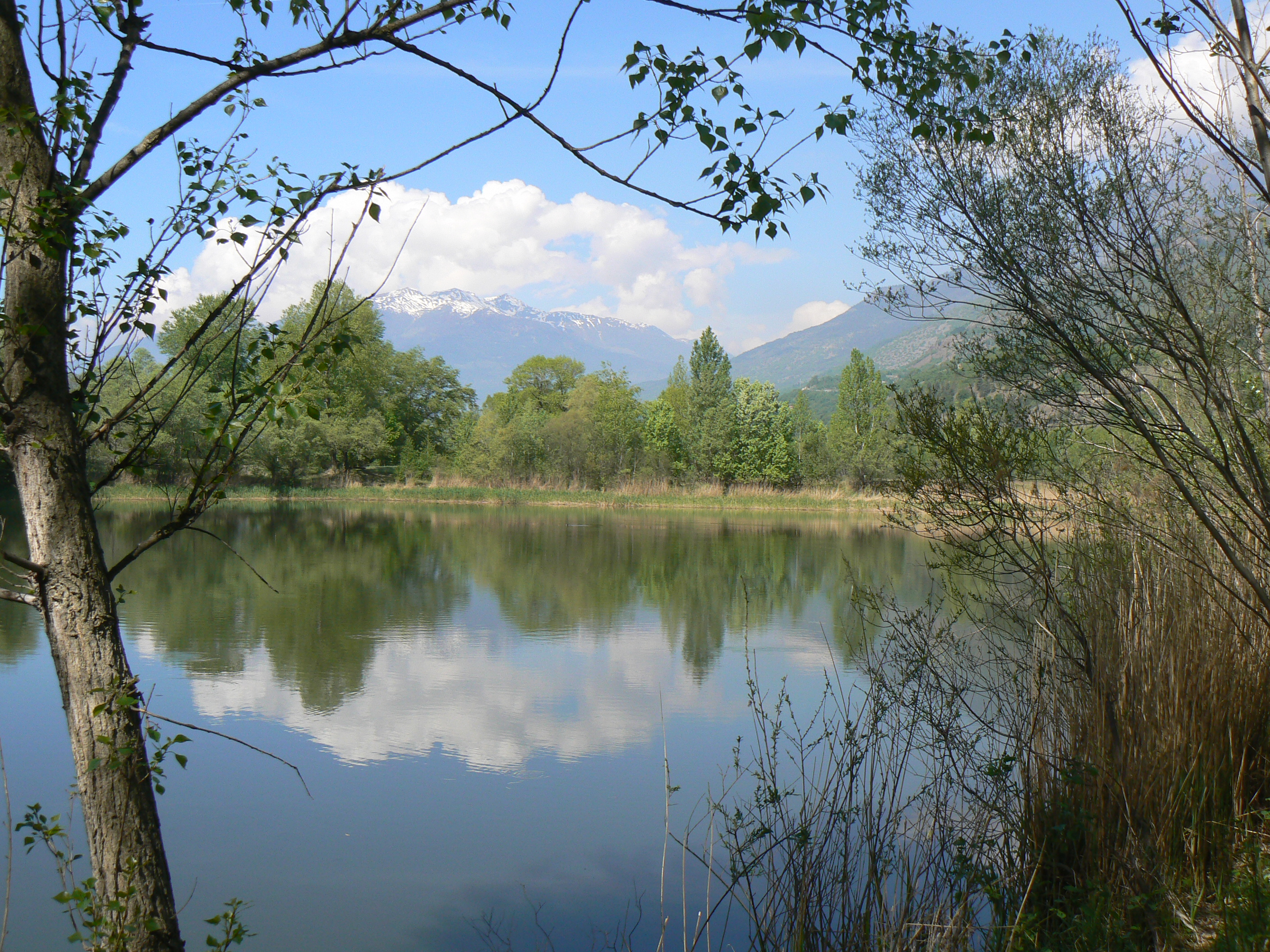
La Riserva naturale Les Îles

## Società

### Evoluzione demografica
La maggior parte della popolazione vive nel fondovalle, tuttavia sono ancora abitate le varie frazioni che si incontrano salendo di quota.
Abitanti censiti

### Lingue e dialetti
Come nel resto della regione, anche in questo comune è diffuso il patois valdostano.

## Cultura

### Biblioteche

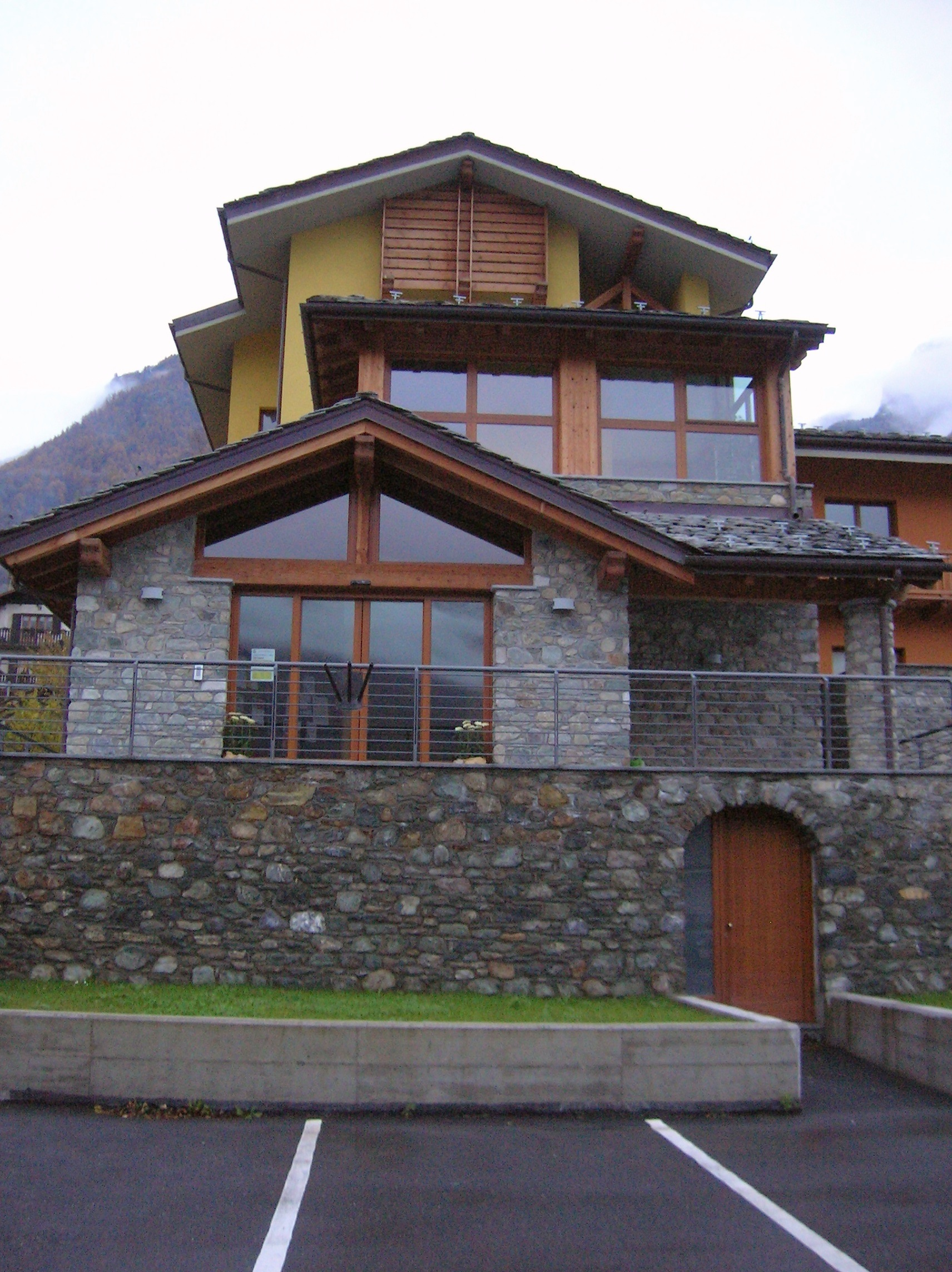
La biblioteca

In località Prélaz 4 ha sede la biblioteca comunale.

### RiconoscimentoDe.C.O.

Assaggi di prosciutto di Saint-Marcel.

Il comune nel 2011 ha dato il via al procedimento per il riconoscimento del marchio De.C.O. per quanto riguarda:
- Lo slittino tradizionale di Saint-Marcel (in patois marcelain, coulatcheui);
- Il prosciutto di Saint-Marcel;
- Il Fagiolo nóou fèirouc;
- La mela Ravèntse, da cui tradizionalmente si ricavano sidro e aceto[17].

## Economia
Una importante realtà economica del comune, per il clima asciutto e ventilato che ne permette la stagionatura ottimale, è la produzione del tipico prosciutto crudo di Saint-Marcel, realizzato in maniera tradizionale e aromatizzato alle erbe di montagna.

## Amministrazione

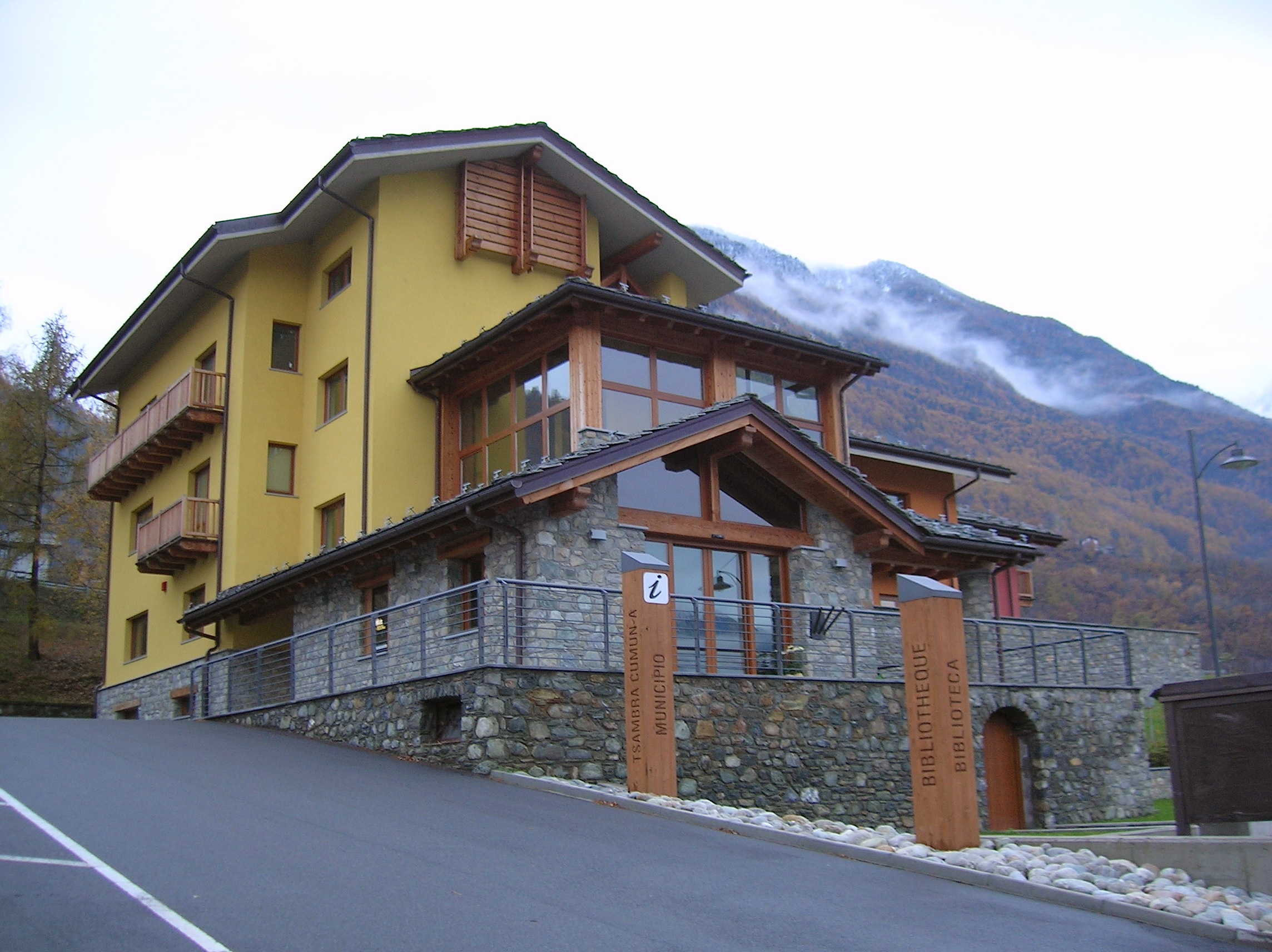
Il centro polivalente che ospita il municipio e la biblioteca

Fa parte della Comunità Montana Mont Emilius.
Di seguito è presentata una tabella relativa alle amministrazioni che si sono succedute in questo comune.
| Periodo           | Periodo           | Primo cittadino | Partito                    | Carica  | Note   |
| ----------------- | ----------------- | --------------- | -------------------------- | ------- | ------ |
| 19 giugno 1985    | 28 maggio 1990    | Egidio Réan     | Partito Comunista Italiano | Sindaco | [ 18 ] |
| 28 maggio 1990    | 29 maggio 1995    | Laurino Réan    | -                          | Sindaco | [ 18 ] |
| 29 maggio 1995    | 8 maggio 2000     | Laurino Réan    | centro-sinistra            | Sindaco | [ 18 ] |
| 8 maggio 2000     | 9 maggio 2005     | Laurino Réan    | lista civica               | Sindaco | [ 18 ] |
| 9 maggio 2005     | 24 maggio 2010    | Roberto Crétier | lista civica               | Sindaco | [ 18 ] |
| 24 maggio 2010    | 11 maggio 2015    | Roberto Crétier | lista civica               | Sindaco | [ 18 ] |
| 11 maggio 2015    | 21 settembre 2020 | Enrica Zublena  | lista civica               | Sindaco | [ 18 ] |
| 21 settembre 2020 | in carica         | Andrea Bionaz   | lista civica               | Sindaco | [ 18 ] |

## Sport
In questo comune si gioca a tsan, caratteristico sport tradizionale valdostano. La sezione locale di tsan è detta "Brisma" e rappresenta sia il comune di Saint-Marcel che quello di Brissogne.

### Pallavolo
La squadra del paese è il Fenusma Volley, che milita in Prima Divisione Valle d'Aosta. La squadra racchiude sotto un unico titolo sportivo le municipalità di Fénis - presso la cui palestra comunale gioca le partite casalinghe - Nus e Saint-Marcel.